# Cruz da Força Aérea (Reino Unido)

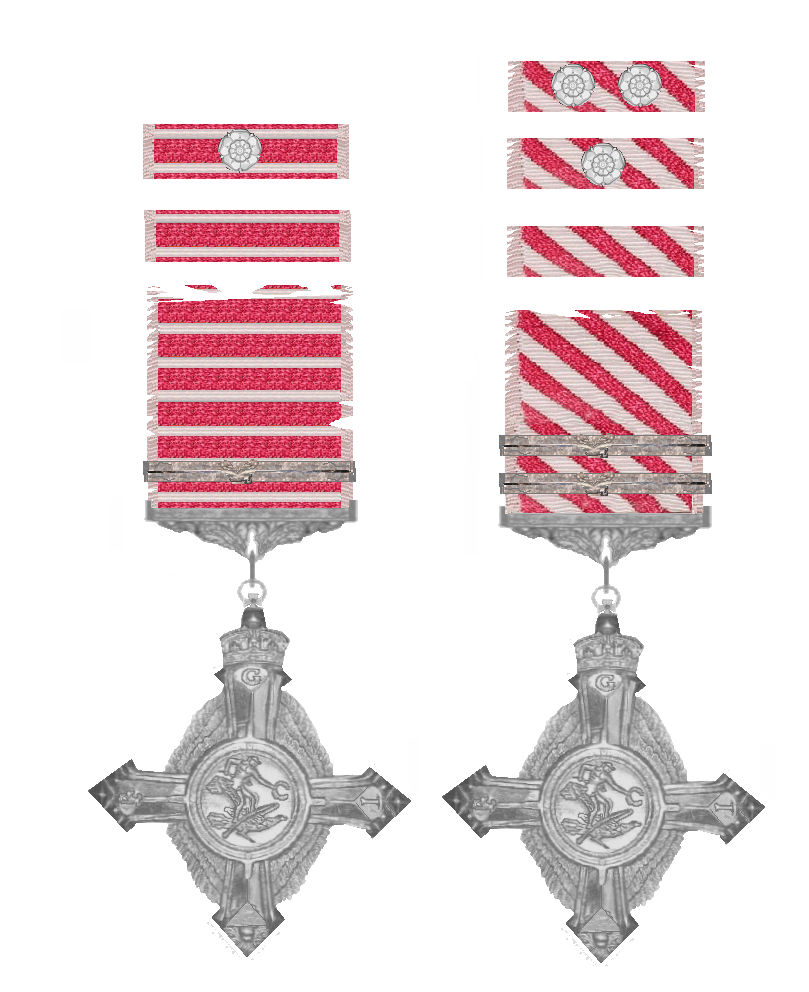
Foto da Cruz da Força Aérea (Reino Unido)

A Cruz da Força Aérea (AFC) é uma condecoração militar concedida a oficiais e, desde 1993, a outras patentes Forças Armadas do Reino Unido, e anteriormente também a oficiais de outros países da Commonwealth. É concedida por "um acto ou actos de galanteria exemplar durante o voo, embora não em operações activas contra o inimigo". Uma barra é adicionada à fita para os titulares que recebem mais uma AFC.

## História
A condecoração foi estabelecida no dia 3 de junho de 1918, logo após a formação da Real Força Aérea (RAF). Foi originalmente concedida a oficiais da RAF, mas foi posteriormente expandida para incluir oficiais da Marinha Real e da aviação do exército.
Embora consistentemente concedida por serviço "durante o voo, embora não em operações activas contra o inimigo", a AFC foi originalmente concedida por "bravura, coragem ou devoção ao dever durante o voo" com muitas condecorações realizadas por serviço meritório durante um período de tempo, ao invés de um acto específico de bravura. Esses prémios foram descontinuados em 1993, quando o critério foi reduzido para "galanteria exemplar durante o voo".
Uma barra é adicionada à fita dos condecorados da AFC para cada condecoração adicional, com uma roseta prateada usada na fita quando usada sozinha para denotar o prémio de cada barra.
Entre 1919 e 1932 a AFC também foi concedida a civis, da mesma forma que para o pessoal da RAF. Em março de 1941, a elegibilidade foi estendida aos oficiais da Aviação Naval Britânica, e em novembro de 1942 aos oficiais do Exército, com condecorações póstumas permitidas a partir de 1979.
Desde a revisão de 1993 do sistema de honras como parte do esforço para remover distinções de classificação em condecorações por bravura, todas as classificações de todas as armas das Forças Armadas foram elegíveis, e a Medalha da Força Aérea, que até então tinha sido concedida às outras patentes, foi descontinuada.
A AFC também foi concedida por países da Commonwealth, mas na década de 1990 a maioria, incluindo Canadá, Austrália e Nova Zelândia, estabeleceu as suas próprias condecorações de honra e não recomendou mais as condecorações britânicas.